# Gerhard Christoph von Krogh

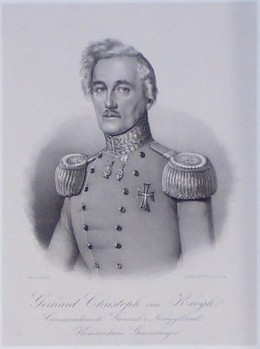
Gerhard Christoph von Krogh

Gerhard Christoph von Krogh (10 de octubre de 1785 - 12 de abril de 1860) fue un noble y oficial militar danés. Sirvió como General y fue el Comandante Supremo Danés durante la Primera Guerra de Schleswig. Su victoria en la batalla de Isted, fue en su tiempo la mayor de la historia escandinava. El aniversario de la batalla el 25 de julio, es el día del estandarte en Dinamarca.
Era hijo del Consejero Privado Friderich Ferdinand von Krogh y de Rosine Elisabeth von Frankenburg und Proschlitz. Se casó con la Condesa Siegfriede Victorine Knuth-Christiansdal el 6 de febrero de 1813 en la Iglesia de la Ciudadela en Copenhague. Juntos residieron en la Mansión del Príncipe en Copenhague entre 1817 y 1853.

## Legado

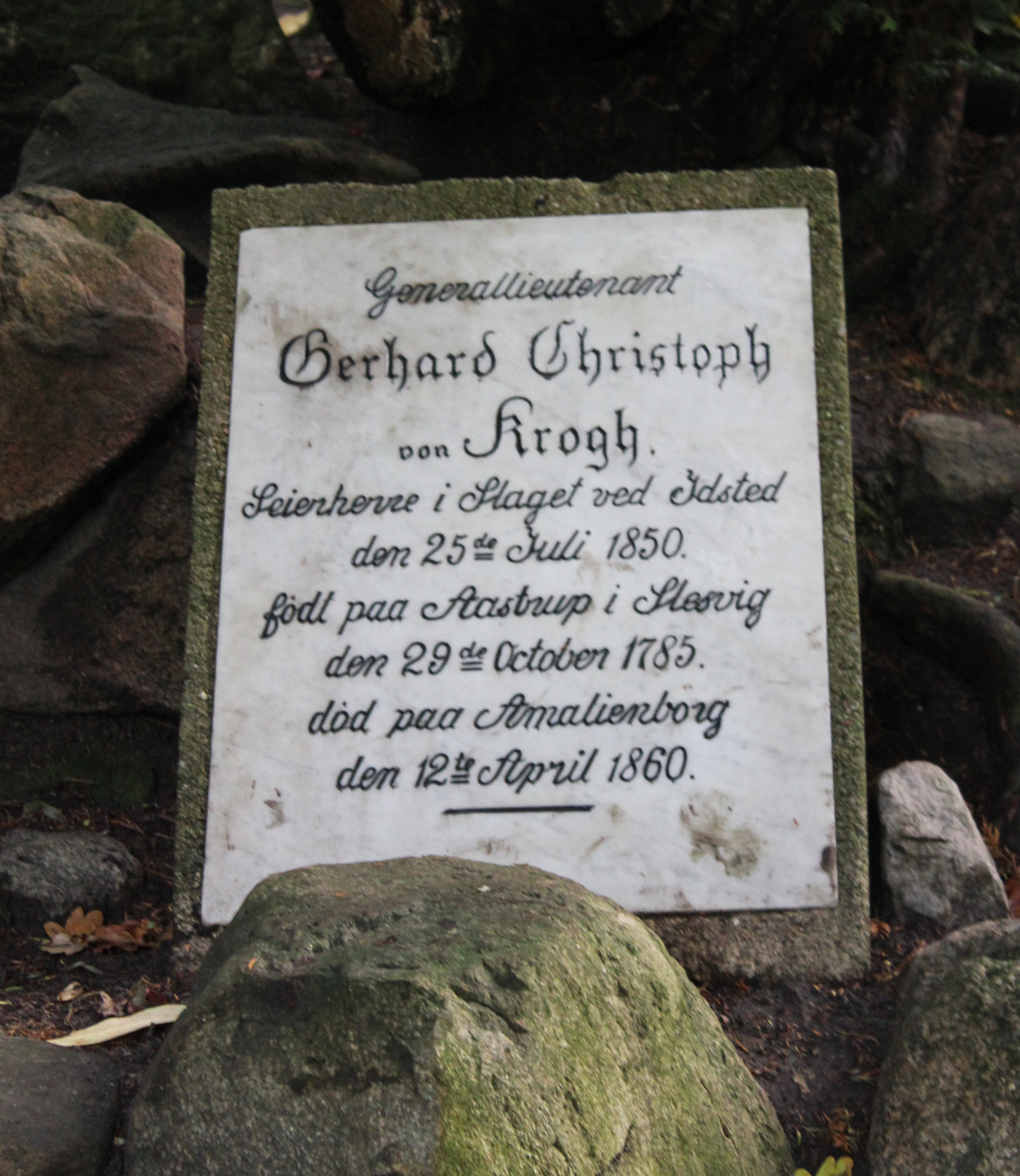
Su lápida en Flensburg, opuesto al León de Flensburg.

El memorial en que consiste el León de Isted está parcialmente dedicado a von Krogh. Kroghsgade en Århus es nombrada en su honor.